# УЗРГ

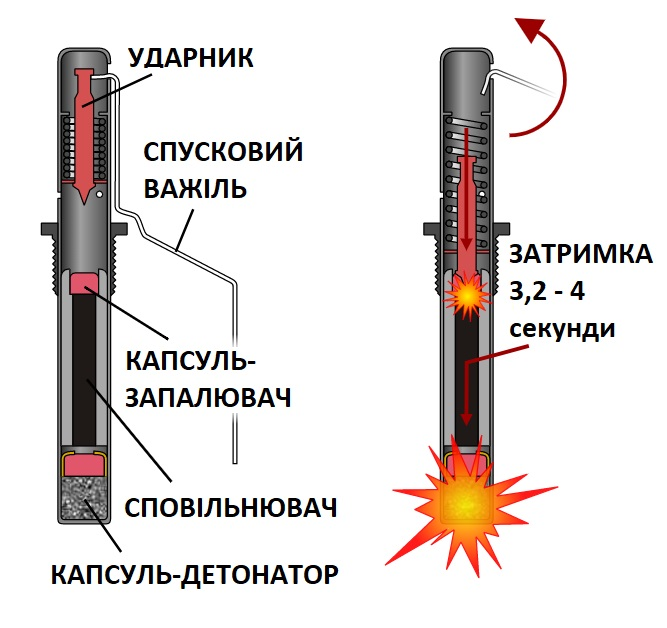
Принцип дії УЗРГ

УЗРГ (укр. Уніфікований запал ручної гранати) — радянський універсальний запал системи Є. Віцені та А. Беднякова, розроблений 1941 року для заміни запалу Ковешникова, що застосовувався для спорядження ручних гранат Ф-1, РГ-42 , РГД-5 та ін. Головне призначення запалу - підрив основного заряду гранати.

## Будова
Самостійно розбирати запал УЗРГ категорично забороняється!
Запал УЗРГ має металевий корпус, всередині якого є капсуль-запальник, сповільнювач у втулці (порохова м'якоть, що заповнює центральний канал) і капсуль-детонатор. Втулка сповільнювача є основою для збирання всієї конструкції запалу. Ударно-спусковий механізм запалу складається з ударника, бойової пружини, запобіжної чеки та запобіжної скоби.

### Модифікації
- УЗРГМ (Уніфікований Запал Ручної Гранати Модернізований) — на відміну від УЗРГ містить усередині алюмінієвої втулки сповільнювача повільногорючий малогазовий піротехнічний склад з високою стабільністю горіння та азидовий капсуль-детонатор (суміш азиду свинцю та ТНРС) в алюмінієвій гільзі.
- УЗРГМ-2 — на відміну від УЗРГМ містить менш гігроскопічний уповільнений склад зі швидкістю горіння, яка не залежить від температури навколишнього середовища.

Однією з головних відмінностей від базової конструкції була заміна порохової м'якоті у сповільнювачі на спеціальний бездимний склад.